# Hautado (Ort)
Hautado (Haulato, Hautato) ist eine osttimoresische Siedlung im Suco Maubisse (Verwaltungsamt Maubisse, Gemeinde Ainaro). Sie befindet sich im Osten der Aldeia Hautado, auf einer Meereshöhe von 1593 m. Östlich liegen der Ort Hato-Fae und die Stadt Maubisse, nördlich der Ort Sarlala und westlich Ria-Leco.